# Radek Drulák (1980)
Radek Drulák (* 27. července 1980 v Olomouci) je bývalý český fotbalový útočník. Jeho otcem je Radek Drulák.

## Fotbalová kariéra
Začínal v olomoucké Sigmě, poté byl v německém VfB Oldenburg, kde hrál jeho otec. Po návratu hrál opět za Sigmu, v sezoně 1996/97 následoval otce do rakouského FC Linz. Za Sigmu pak nastupoval až do konce sezony 1998/99.
V sezoně 2001/02 se stal v dresu 1. HFK Olomouc nejlepším střelcem 2. ligy, když ve 30 utkáních vsítil 16 branek.
Ač byl zkoušen Žižkovem (podzim 2000), Zlínem (jaro 2003) a Českými Budějovicemi (podzim 2003), v nejvyšší soutěži nenastoupil.
V sezoně 2007/08 nastupoval společně se svým otcem za Velké Bílovice v I. B třídě Jihomoravského kraje (7. nejvyšší soutěž).

## Ligová bilance
| Ročník                                 | Zápasy | Góly | Klub                       |
| -------------------------------------- | ------ | ---- | -------------------------- |
| Moravskoslezská fotbalová liga 1998/99 | -      | 8    | SK Sigma Olomouc „B“       |
| 2. česká fotbalová liga 1999/00        | 21     | 8    | SK LeRK Prostějov          |
| 2. česká fotbalová liga 2000/01        | 6      | 2    | FC Vysočina Jihlava        |
| Gambrinus liga 2000/01                 | -      | -    | FK Viktoria Žižkov         |
| 2. česká fotbalová liga 2000/01        | 14     | 4    | 1. HFK Olomouc             |
| 2. česká fotbalová liga 2001/02        | 30     | 16   | 1. HFK Olomouc             |
| 2. česká fotbalová liga 2002/03        | 10     | 1    | FC MUS Most                |
| Gambrinus liga 2002/03                 | -      | -    | FC Tescoma Zlín            |
| Moravskoslezská fotbalová liga 2002/03 | -      | 1    | FC Tescoma Zlín „B“        |
| Gambrinus liga 2003/04                 | -      | -    | SK Dynamo České Budějovice |
| Moravskoslezská fotbalová liga 2003/04 | -      | 1    | SK UNEX Uničov             |
| CELKEM 2. liga                         | 81     | 31   |                            |